# Portrait du pape Paul V
Portrait du pape Paul V (en italien Ritratto di papa Paolo V) est un tableau attribué au Caravage peint vers 1605-1606 et conservé à la galerie Borghèse de Rome.